# Phlugiolopsis henryi
Phlugiolopsis henryi is een rechtvleugelige insectensoort uit de familie van de sabelsprinkhanen (Tettigoniidae). De soort is de typesoort van het geslacjt Phlugiolopsis.
Phlugiolopsis henryi werd voor het eerst wetenschappelijk beschreven door Zeuner in 1940.